# 皇家自治城镇

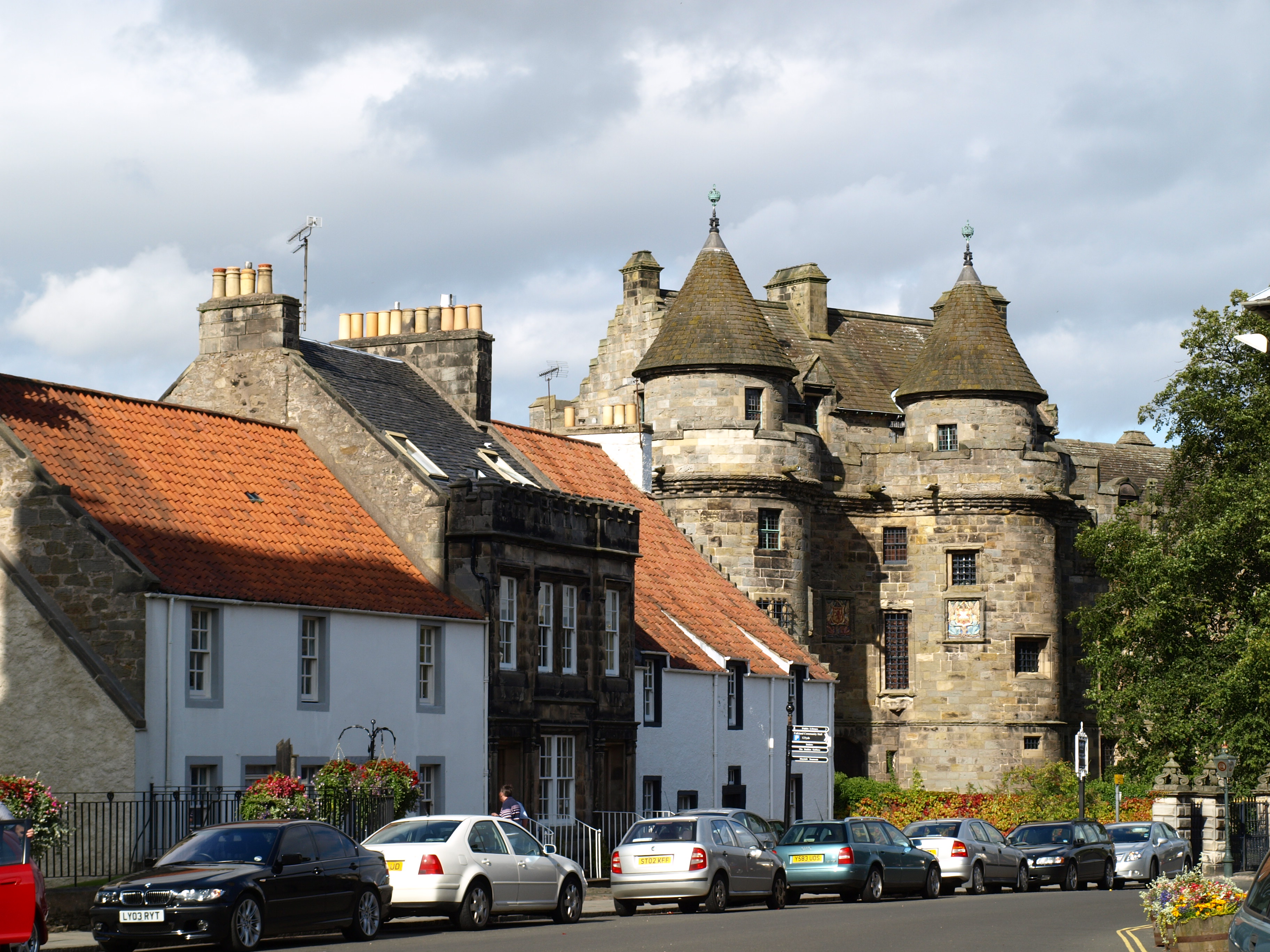
福克兰在1458年获此地位

皇家自治城镇（Royal burgh）是苏格兰的一种城镇（burgh，可以是市或镇）类型，拥有皇家特许状。这个术语在1975年因《1973年地方政府法案》（Local Government (Scotland) Act 1973）实施而失去法律效力，但许多城镇仍然沿用。大部分皇家自治城镇在苏格兰王国议会中都有代表。英格兰有类似的概念“Royal Borough”。
大部分皇家自治城镇建立于1707年聯合法令颁布前，此前，苏格兰有70个皇家自治城镇，之后直到制度废除也只建立了三个，最后一个是奥赫特拉德。